# Station Lysvik
Station Lysvik is een spoorwegstation in de Zweedse plaats Lysvik. Het station werd geopend in 1915 en ligt aan de Frykdalsbanan. Het station ligt midden in het dorp, tussen de woonhuizen.

## Treinverbindingen
| Serie | Treinsoort       | Route                                    | Bijzonderheden                                                                    |
| ----- | ---------------- | ---------------------------------------- | --------------------------------------------------------------------------------- |
| 74    | Stoptrein (VTAB) | Karlstad – Kil – Sunne – Lysvik – Torsby | Enkele treinen tot Sunne. Stopt beperkt op de haltes Trångstad, Kolsnäs en Oleby. |